# Ashford (Kent)
Ashford és un poble del districte de Ashford, Kent, Anglaterra. Té una població de 73.105 habitants i districte de 126.151. Al Domesday Book (1086) està escrit amb la forma Allia Essetesford.